# Johann Raschka
Johann Raschka, též Jan Raschka nebo Raška (16. prosince 1819 Příbor – 29. srpna 1868 Příbor) byl rakouský podnikatel a politik německé národnosti z Moravy; poslanec Moravského zemského sněmu a starosta Příboru.

## Biografie
Profesí byl měšťanem a textilním továrníkem v Příboru. Rodové jméno Raška (Raschka) je v této části Moravy frekventované, ale příborští Raschkové nebyli přímými příbuznými rodu Rašků z Kopřivnice, ačkoliv se později obě rodiny propojily dvěma sňatky. Patřil mezi největší průmyslové podnikatele v Příboře. Roku 1846 rodina Raškových vybudovala textilní závod na výrobu sukna, které se prodávalo i na export. Později továrnu koupila firma Russo a Finzi. Johann Raschka mladší zřídil c. k. privilegovanou továrnu na sukna a zboží z ovčí vlny. Byl aktivní i politicky. V období let 1853–1864 a opět 1867–1868 zastával funkci starosty Příbora. Byl rovněž vlastníkem několika domů (čp. 22 a čp. 23 na příborském náměstí a čp. 17 na náměstí v Brušperku. Po jeho smrti přešly domy v Příboru na manželku a syny Johanna, Isidora a Josefa. Roku 1881 je koupil Dr. Emil Kudielka a roku 1893 je získala místní německá záložna Freiberger Vorschussverein. Na funkci starosty rezignoval koncem roku 1864. V mezidobí v 60. letech, kdy dočasně starostenský post opustil, ho v čele radnice nahradil Čech František Peřina.
V 60. letech se Raschka zapojil i do vysoké politiky. V zemských volbách v lednu 1867 byl zvolen na Moravský zemský sněm, za kurii městskou, obvod Příbor, Fulnek, Frenštát. Mandát zde obhájil v zemských volbách v březnu 1867. Ve volbách v lednu 1867 i březnu 1867 byl oficiálním kandidátem německého volebního výboru (tzv. Ústavní strana, liberálně a centralisticky orientovaná). Poslancem byl až do své smrti roku 1868. Pak ho na sněmu nahradil Franz Preissig.
Zemřel v srpnu 1868 na plicní tuberkule. Bylo mu 50 let.